# 肥東白龍機場
肥東白龍機場位于安徽省合肥市肥東縣白龍鎮双庙村，爲A1级通用机场，飞行区等级爲2B，总占地面积约643亩，其中飞行区用地577亩、设施区用地66亩，主要开展航空短途运输、应急救援、农林植保、航空培训、航空观光旅游、航空文化运动、航空科普教育等多领域通航业务。2020年12月9日開工，2023年6月20日正式取证运营，2023年7月18日正式開航。

## 客運航線
- 2023年7月19日正式开航肥东白龙至黄山屯溪(TXN)航线，班期爲每周一、三、五、六、日，执飞机型爲塞斯納208，可以承载6名乘客，单程飞行时间约1.5小时[3]。
- 2023年12月31日，合肥⇌镇江低空航线正式首航，目的地镇江大路机场，由Cessna208執飛，航线班期为周一、周三，每个座位均配备独立舷窗，乘客可以透过窗户轻松俯瞰观赏沿途景色。航班飞行高度在2700至3000米之间，航线途经合肥市区、巢湖、采石矶景区、长江、南京、京杭大运河、镇江等，是可以俯瞰皖苏两省“名城、名湖、名山”的低空黄金旅游线[4]。
- 2024年9月6日正式开通合肥往返芜湖低空旅游观光航线[5]。